# Jared Palmer
Jared Eiseley Palmer (New York, 2 luglio 1971) è un ex tennista statunitense che è stato numero 1 del ranking mondiale di doppio e ha vinto 4 tornei del Grande Slam di cui 2 in doppio maschile e 2 in doppio misto.

## Carriera
Dopo aver frequentato l'Università di Stanford passa nel 1991 tra i professionisti. Nel 1994 supera il primo turno sia agli Australian Open che all'Open di Francia e a fine anno raggiunge la sua migliore posizione nella classifica del singolare al 35º posto. Nel doppio ottiene ottimi risultati nei Masters Series, raggiunge la finale a Miami e Toronto e si ferma in semifinale a Cincinnati e ad Amburgo.
L'anno successivo vince il suo primo titolo dello Slam, durante gli Australian Open 1995 partecipa al doppio maschile insieme a Richey Reneberg e riescono a sconfiggere in finale Mark Knowles e Daniel Nestor per 6–3, 3–6, 6–3, 6–2.
Raggiunge altre tre volte la finale di un torneo dello Slam in carriera, sempre nel doppio maschile, riuscendo a vincere però solamente al Torneo di Wimbledon 2001.
Ottiene la prima posizione in classifica nel doppio il 20 marzo 2000 dopo la vittoria ad Indian Wells e la manterrà per 7 settimane.
Si ritira ufficialmente nel 2005. 

## Vita privata
Risiede a Palo Alto e possiede una casa anche a Stoccolma.

## Statistiche

### Singolare

#### Vittorie (1)
| N° | Data           | Torneo                                         | Superficie  | Avversario in finale | Punteggio   |
| 1. | 18 aprile 1994 | U.S. Men's Clay Court Championships, Pinehurst | Terra rossa | Todd Martin          | 6-4, 7–6(5) |

### Doppio

#### Vittorie (28)
| Legenda                     |
| Grande Slam (2)             |
| Tennis Masters Cup (0)      |
| ATP Masters Series (1)      |
| ATP Championship Series (6) |
| ATP Tour (19)               |

| Titoli per superficie |
| Cemento (20)          |
| Terra rossa (3)       |
| Erba (2)              |
| Sintetico (3)         |

| N°  | Data             | Torneo                                      | Superficie  | Compagno        | Avversari in finale                  | Punteggio             |
| 1.  | 6 gennaio 1992   | Wellington Classic, Wellington              | Cemento     | Jonathan Stark  | Michiel Schapers Daniel Vacek        | 6–3, 6–3              |
| 2.  | 20 luglio 1992   | Washington Open, Washington                 | Cemento     | Bret Garnett    | Ken Flach Todd Witsken               | 6–2, 6–3              |
| 3.  | 17 gennaio 1994  | Auckland Open, Auckland                     | Cemento     | Patrick McEnroe | Grant Connell Patrick Galbraith      | 6–2, 4–6, 6–4         |
| 4.  | 7 febbraio 1994  | Pacific Coast Championships, San Jose       | Cemento (i) | Rick Leach      | Byron Black Jonathan Stark           | 4–6, 6–4, 6–4         |
| 5.  | 2 maggio 1994    | Atlanta Tennis Challenge, Atlanta           | Terra verde | Richey Reneberg | Francisco Montana Jim Pugh           | 4–6, 7–6, 6–4         |
| 6.  | 3 ottobre 1994   | Swiss Indoors, Basilea                      | Cemento (i) | Patrick McEnroe | Lan Bale John-Laffnie de Jager       | 6–3, 7–6              |
| 7.  | 30 gennaio 1995  | Australian Open, Melbourne                  | Cemento     | Richey Reneberg | Mark Knowles Daniel Nestor           | 6–3, 3–6, 6–3, 6–2    |
| 8.  | 20 febbraio 1995 | U.S. National Indoor Championships, Memphis | Cemento (i) | Richey Reneberg | Tommy Ho Brett Steven                | 4–6, 7–6, 6–1         |
| 9.  | 16 ottobre 1995  | Tel Aviv Open, Tel Aviv                     | Cemento     | Jim Grabb       | Kent Kinnear David Wheaton           | 6–4, 7–5              |
| 10. | 13 novembre 1995 | Kremlin Cup, Mosca                          | Sintetico   | Byron Black     | Tommy Ho Brett Steven                | 6–4, 3–6, 6–3         |
| 11. | 16 novembre 1998 | Kremlin Cup, Mosca (2)                      | Sintetico   | Jeff Tarango    | Evgenij Kafel'nikov Daniel Vacek     | 6–4, 6–7, 6–2         |
| 12. | 11 gennaio 1999  | Qatar Open ATP, Doha                        | Cemento     | Alex O'Brien    | Piet Norval Kevin Ullyett            | 6–3, 6–4              |
| 13. | 23 agosto 1999   | Indianapolis Championships, Indianapolis    | Cemento     | Paul Haarhuis   | Olivier Delaître Leander Paes        | 6–3, 6–4              |
| 14. | 13 marzo 2000    | Tennis Channel Open, Scottsdale             | Cemento     | Richey Reneberg | Patrick Galbraith David Macpherson   | 6–3, 7–5              |
| 15. | 20 marzo 2000    | Indian Wells Masters, Indian Wells          | Cemento     | Alex O'Brien    | Paul Haarhuis Sandon Stolle          | 6–4, 7–6(5)           |
| 16. | 21 agosto 2000   | Washington Open, Washington, D.C. (2)       | Cemento     | Alex O'Brien    | Andre Agassi Sargis Sargsian         | 7–5, 6–1              |
| 17. | 12 marzo 2001    | Tennis Channel Open, Scottsdale (2)         | Cemento     | Donald Johnson  | Marcelo Ríos Sjeng Schalken          | 7-6³, 6–2             |
| 18. | 30 aprile 2001   | Barcelona Open, Barcellona                  | Terra rossa | Donald Johnson  | Tommy Robredo Fernando Vicente       | 7–6(2), 6–4           |
| 19. | 7 maggio 2001    | Open de Tenis Comunidad Valenciana, Maiorca | Terra rossa | Donald Johnson  | Feliciano López Francisco Roig       | 7–5, 6–3              |
| 20. | 25 giugno 2001   | Nottingham Open, Nottingham                 | Erba        | Donald Johnson  | Paul Hanley Andrew Kratzmann         | 6–4, 6–2              |
| 21. | 9 luglio 2001    | Torneo di Wimbledon, Londra                 | Erba        | Donald Johnson  | Jiří Novák David Rikl                | 6–4, 4–6, 6–3, 7–6(6) |
| 22. | 29 ottobre 2001  | Stockholm Open, Stoccolma                   | Cemento (i) | Donald Johnson  | Jonas Björkman Todd Woodbridge       | 6–3, 4–6, 6–3         |
| 23. | 7 gennaio 2002   | Qatar Open ATP, Doha (2)                    | Cemento     | Donald Johnson  | Jiří Novák David Rikl                | 6–3, 7–6(5)           |
| 24. | 14 gennaio 2002  | Sydney International, Sydney                | Cemento     | Donald Johnson  | Joshua Eagle Sandon Stolle           | 6–4, 6–4              |
| 25. | 28 ottobre 2002  | St. Petersburg Open, San Pietroburgo        | Cemento (i) | David Adams     | Irakli Labadze Marat Safin           | 7–6(8), 6–3           |
| 26. | 16 febbraio 2004 | Milan Indoor, Milano                        | Sintetico   | Pavel Vízner    | Daniele Bracciali Giorgio Galimberti | 6–4, 6–4              |
| 27. | 4 ottobre 2004   | Shanghai Open, Shanghai                     | Cemento     | Pavel Vízner    | Rick Leach Brian MacPhie             | 4–6, 7–6(4), 7–6(11)  |
| 28. | 11 ottobre 2004  | Japan Open Tennis Championships, Tokyo      | Cemento     | Pavel Vízner    | Jiří Novák Petr Pála                 | 5–1, rit.             |